# Filmsamlerfestival 80
Filmsamlerfestival 80 var en dansk filmfestival, der fandt sted den 10. maj 1980 i biografen Klaptræet på Kultorvet i København. 
Festvalen var arrangeret af Jakob Stegelmann, der viste 8mm-film i alle biografens tre sale. En af salene viste såkaldte highlight-udgaver (forkortede film), en anden sal viste korte farcer og tegnefilm, og den tredje sal viste komplette spillefilm såsom Night of the Living Dead (der her fik sin danske biografpremiere), Dr. Strangelove og Guldfeber.
Det var den første danske festival for filmsamlere.